# کوکواز

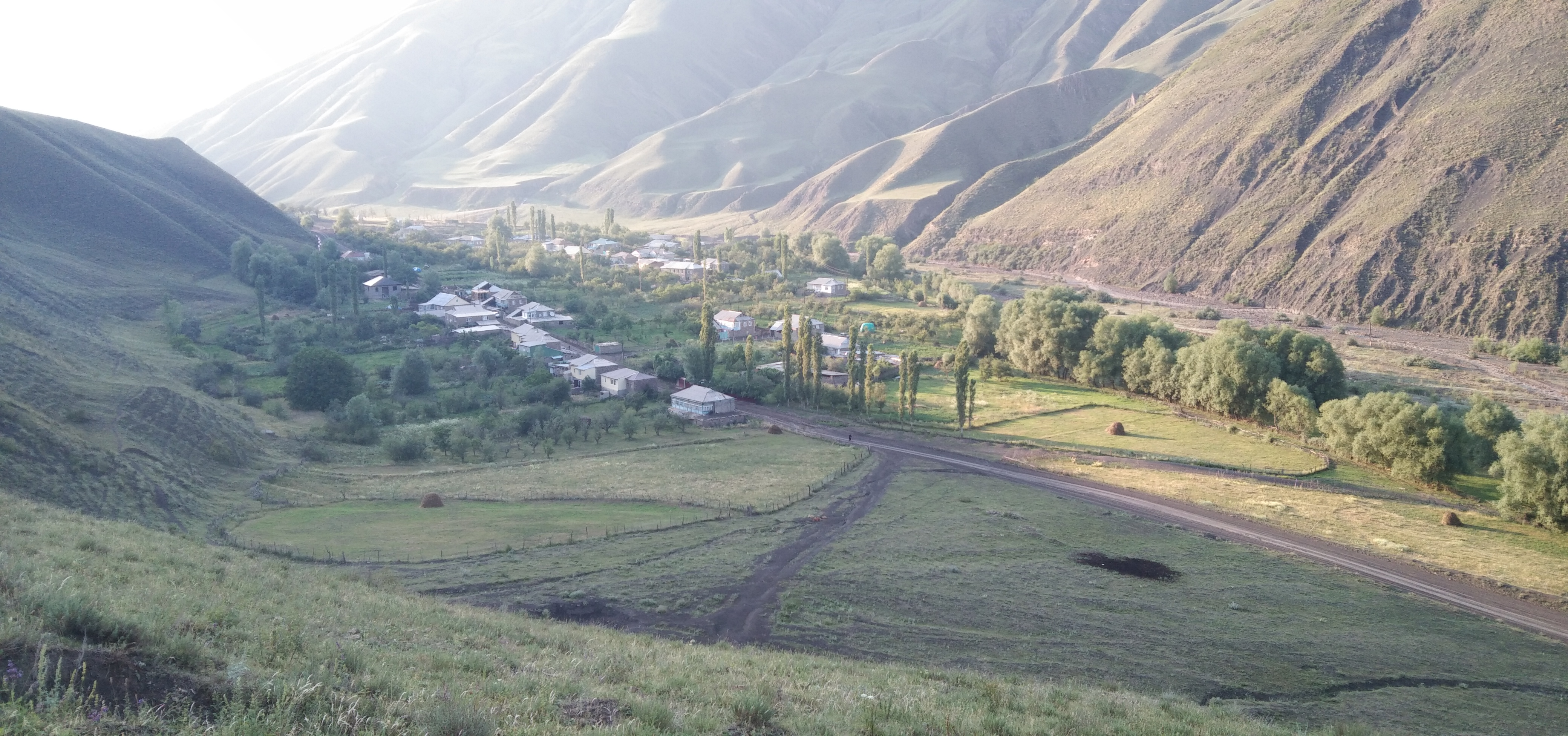
کوکواز

کوکواز (به لاتین: Kukvaz) یک منطقهٔ مسکونی در روسیه است که در شهرستان کوراخسکی واقع شده‌است.